# Mike Kjølø
Mike Christoffer Johannessen Kjølø (Oslo, 27 ottobre 1971) è un procuratore sportivo ed ex calciatore norvegese, di ruolo difensore.

## Biografia
È il padre di Mathias Kjølø, calciatore professionista.

## Carriera

### Club
Kjølø iniziò la carriera professionistica con la maglia dello Skeid. Esordì nella Tippeligaen in data 13 aprile 1996, giocando da titolare nella sconfitta casalinga per tre a due contro lo Strømsgodset. Rimase in squadra fino al 1998, anno in cui passò all'AIK, squadra per cui militò per due anni, con cui vinse un campionato e una coppa nazionale.
Tornò in patria nel 2000, per vestire la maglia dello Stabæk. Debuttò in campionato con la nuova maglia il 16 aprile dello stesso anno, subentrando a Christian Wilhelmsson nella sconfitta per due a zero in casa dell'Odd Grenland. Il 21 maggio segnò la prima rete nella massima divisione norvegese per lo Stabæk, contribuendo al successo per sette a uno della sua squadra sul Brann. Fece parte della squadra che si aggiudicò la Tippeligaen 2008, contribuendo con 10 presenze. Al termine di quella stagione, si ritirò.

### Nazionale
Kjølø esordì per la Norvegia il 4 febbraio 2000, nel pareggio per uno a uno contro la Svezia, giocando da titolare. Questa fu l'unica presenza della sua carriera in nazionale maggiore.

## Palmarès

### Club

#### Competizioni nazionali
- Allsvenskan: 1

AIK: 1998
- Coppa di Svezia: 1

AIK: 1998-1999
- Tippeligaen: 1

Stabæk: 2008